# 파틱 시슬 FC

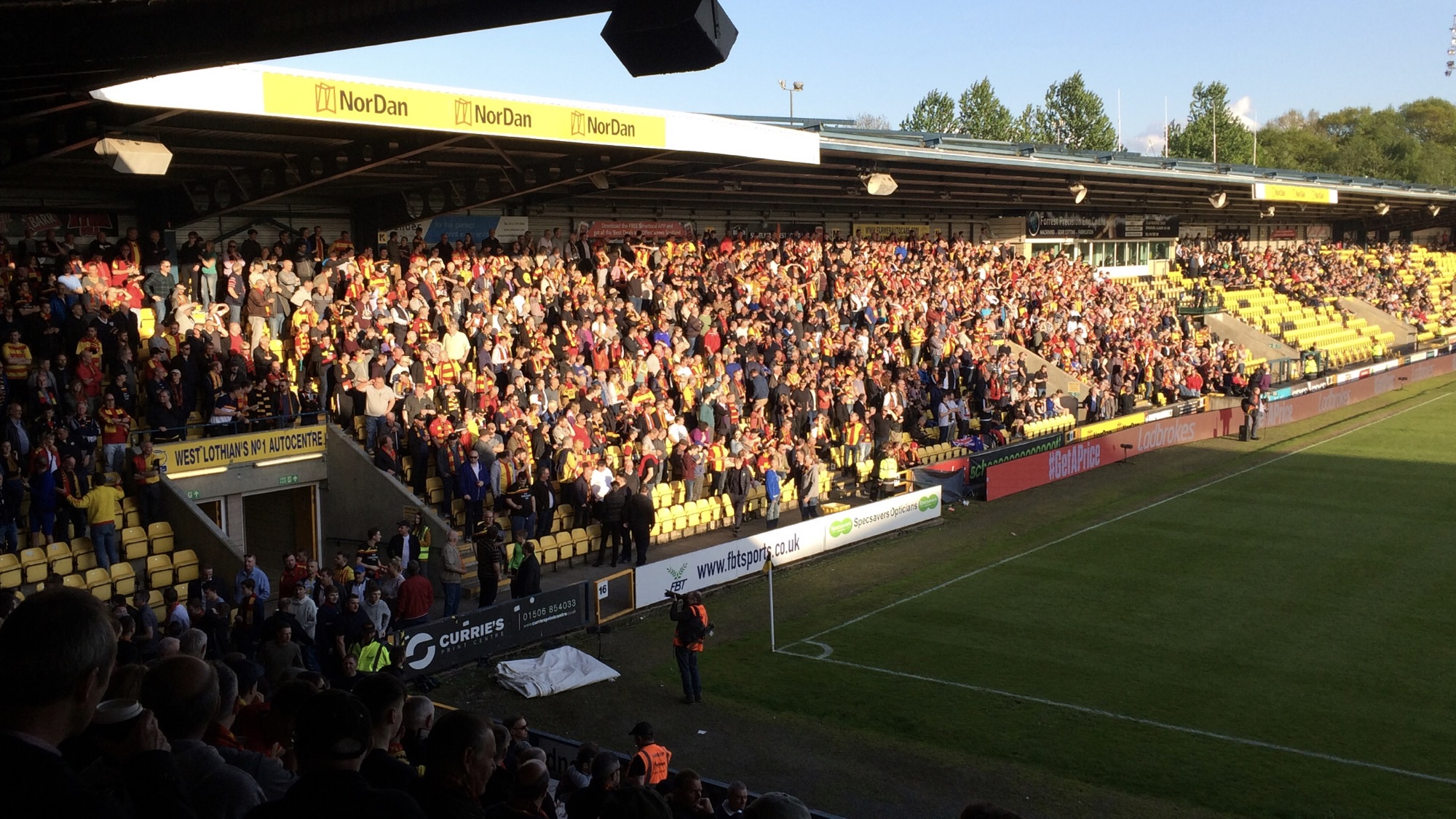

파틱 시슬 FC(Partick Thistle Football Club, Partick Thistle F.C.)는 1876년에 창단된 스코틀랜드 글래스고의 축구 클럽으로, 현재 스코틀랜드 프리미어리그에서 활동하고 있다.

## 역대 성적
- 적코틀랜드 풋볼 리그 1부 우승 5회 (1896–97, 1899–1900, 1970–71, 1975–76, 2001–02), 준우승 3회 (1901–02, 1991–92, 2008–09)
- 스코틀랜드 풋볼 리그 2부 우승 1회 (2000–01), 플레이오프 우승 1회 (2005–06)
- 스코틀랜드 컵 우승 1회 (1921), 준우승 1회 (1930)
- 스코틀랜드 리그 컵 우승 1회 (1972), 준우승 3회 (1954, 1956, 1958)